# USS William J. Clinton
El USS William J. Clinton (CVN-82) será el quinto portaviones de propulsión nuclear de la clase Gerald R. Ford que será entregado a la Armada de los Estados Unidos. Está programado para ser puesto en grada en 2027, botado en 2029 y puesto en servicio en 2032. Llevará el nombre del 42º presidente de los Estados Unidos, Bill Clinton.